# Khổng Tú Quỳnh
Khổng Tú Quỳnh (sinh ngày 22 tháng 11 năm 1991) là một nữ ca sĩ kiêm diễn viên người Việt gốc Hoa.

## Tiểu sử
Khổng Tú Quỳnh sinh ngày 22 tháng 11 năm 1991 tại Thành phố Hồ Chí Minh, cô là người Hoa.

## Sự nghiệp

### 2007 - 2008: Lần đầu tiên đứng trước sân khấu lớn và khởi nghiệp ca hát
Khổng Tú Quỳnh từng là người mẫu trên các báo tuổi teen, tuy nhiên chưa hề xuất hiện trên sân khấu lớn bao giờ. Cô được quản lý Thảo Minh Châu phát hiện sau một lần làm MC cho một chương trình.
Sau khi gia nhập công ty NewGen Entertainment, lần đầu tiên cô xuất hiện trên sân khấu lớn hơn 5000 người với ca khúc "Tiệm bánh Dâu Tây" và đã gây ấn tượng với khán giả, từ lúc đó mà Khổng Tú Quỳnh có nickname là "cô bé Dâu Tây". Cô càng thành công hơn sau khi thể hiện các ca khúc như Nhớ lắm và Lạnh. Được gọi là "Idol sáng giá cho văn hóa 9x" nên cô nàng "Dâu Tây" được nhiều thương hiệu lựa chọn làm đại sứ như Game Chiến Quốc, nước hoa Fres và Gummy. Cô cũng đã có một shop thời trang mang tên Kira.

### 2009: Ra mắt hai album và tham gia bộ phim đầu tiên
Ngày 9 tháng 8 năm 2009, album Dâu Tây’s Story được phát hành, được xem như là một món quà cảm ơn sự ủng hộ của các khán giả đã dõi theo Khổng Tú Quỳnh trong suốt chặng đường âm nhạc của cô. Tặng kèm album là một bộ phim ngắn cùng tên với album.
Ngày 9 tháng 9 năm 2009, Khổng Tú Quỳnh ra mắt album online Try To Up với hình ảnh "ECHIC BOI" cá tính và thử sức hát và nhảy với dòng nhạc "underground", Khổng Tú Quỳnh cũng quay MV R&B buồn tặng kèm album. Sau album này, phong cách của Khổng Tú Quỳnh cũng trưởng thành hơn và những sản phẩm âm nhạc về sau của cô cũng khác so với trước kia.
Cuối năm 2009, cô tham gia phim Công chúa Teen và Ngũ hổ tướng với vai Dâu Teen, đóng cặp với NSƯT Hoài Linh.

### 2010: Dự án song ca và tham gia hai bộ phim
Năm 2010 cô kết hợp với ca sĩ Tim ra mắt ca khúc Không giới hạn, ca khúc này lọt vào khá nhiều BXH âm nhạc sau khi phát hành, cô cũng tham gia đóng 2 MV ca nhạc của ca sĩ Tim. Sau dự án này, Khổng Tú Quỳnh tham gia phim Màu của tình yêu, cô vào vai họa sĩ Kỳ Nguyên. Vào tháng 6, cô ra mắt ca khúc Vội vàng và sang Anh để biểu diễn cho đêm chung kết cuộc thi Hoa hậu người Việt toàn châu Âu. Ngoài việc biểu diễn, cô cũng quay MV cho ca khúc này tại đây.
Cuối năm 2010, Khổng Tú Quỳnh vào vai Thương trong phim Thiên sứ 99, đóng cặp với Ngô Kiến Huy.

### Năm 2011: Được đài truyền hình Nhật phỏng vấn và singleTìm chốn bình yên
Tháng 5 năm 2011, Khổng Tú Quỳnh được đài truyền hình Nhật Bản NHK phỏng vấn, cô chia sẻ về những ngày chạm ngõ nghệ thuật. Sau đó cô ra mắt single Tìm chốn bình yên và tặng kèm 2 MV là Tìm chốn bình yên và Đã từng yêu. Cô cũng tham gia đóng MV ca nhạc của Ngô Kiến Huy.

### Năm 2012: AlbumMãi mãi bên anhvà singleĐiều sẽ đến
Đầu năm 2012, Khổng Tú Quỳnh phát hành album Mãi mãi bên anh và MV tặng kèm cùng tên. Sau album này, Khổng Tú Quỳnh ra mắt single Điều sẽ đến, đây là ca khúc nhạc sĩ Đỗ Phương viết riêng cho giọng ca của Khổng Tú Quỳnh, phù hợp với phong cách 'sexy lady' mà cô đang theo đuổi.
Cuối năm 2012, Khổng Tú Quỳnh cùng Ngô Kiến Huy ra mắt single chung Yêu em, single tặng kèm 2 MV. Khổng Tú Quỳnh và Ngô Kiến Huy chia sẻ quay MV xong cả hai ốm đúng 3 ngày vì phải dầm mưa nhân tạo khi quay đi quay lại từ tối đến sáng hôm sau.

### Năm 2013: Phát hành singleCảm giác yêu
Đầu năm 2013, Khổng Tú Quỳnh ra mắt single Cảm giác yêu. Khổng Tú Quỳnh chia sẻ đây là một trong những sản phẩm âm nhạc mà cô vô cùng tâm huyết, bởi toàn bộ nội dung MV trong single là do chính cô viết ra sau nhiều đêm trằn trọc suy nghĩ. Một thời gian sau, cô được chương trình Giọng hát Việt chọn để làm MC hậu trường, đồng hành cùng chương trình và các thí sinh.
Vào tháng 7 năm 2013, Khổng Tú Quỳnh phát hành album The G-Invasion cùng các ca sĩ khác, album do công ty ca sĩ Đăng Khôi phát hành. Sau đó cô cùng các ca sĩ như Thanh Duy và Hương Giang. ra mắt ca khúc và MV Tình yêu đau đớn thế.

### 2014 - 2015: Trở lại với singleĐừng cố níu kéovà tham giaCùng nhau tỏa sáng
Vào tháng 8 năm 2014, Khổng Tú Quỳnh đã tách ra khỏi công ty quản lý cũ là công ty NewGen, sau đó cô vào vai Quỳnh - nickname bé Dâu trong phim Không nói được. Sau bộ phim, cô đầu quân vào công ty mới là công ty 6th Sense Entertainment, cũng là công ty quản lý Đông Nhi hiện giờ.
Năm 2015, sau khi vào công ty mới, Khổng Tú Quỳnh đã tung ra MV Đừng Cố Níu Kéo đánh dấu sự trở lại sau một thời gian im ắng. Sau đó cô dự thi chương trình Cùng nhau tỏa sáng trong đội Tươi xanh và tham gia phim Mắt nai với vai Mắt Nai. Sau bộ phim này, Khổng Tú Quỳnh dừng hoạt động biểu diễn để tiếp tục luyện tập tại công ty mới trước khi ra sản phẩm âm nhạc tiếp theo.

### 2017: MVYêu Không Đường Luivà MVYêu em và hãy như lời anh hứa
Vào tháng 5 năm 2017 Khổng Tú Quỳnh và Ngô Kiến Huy đã cùng nhau ra mắt MV Yêu Không Đường Lui kỷ niệm 7 năm yêu nhau. MV được quay tại Hàn Quốc theo dạng travel blogger.
Ngày 14 tháng 8 năm 2017, tròn 2 năm kể từ ngày ra mắt single "Đừng cố níu kéo", ca sĩ Khổng Tú Quỳnh trở lại với ca khúc và MV cùng tên "Yêu em và hãy như lời anh hứa". Ca khúc do Thiều Bảo Trang sáng tác dành tặng riêng cho Khổng Tú Quỳnh. "Yêu em và hãy như lời anh hứa" là một bản phối đậm phong cách tropical, mang hơi hướng vui tươi, trẻ trung, đầy sức sống. Nội dung ca khúc là lời thổ lộ của một cô gái với chàng trai mà mình gửi gắm tình cảm. Cô bày tỏ niềm khát khao hạnh phúc, khát khao yêu thương và nguyện mong cho đôi lứa mãi mãi dài lâu.

## Sự nghiệp âm nhạc

### Đĩa đơn
| Năm phát hành | Tên                                      |
| ------------- | ---------------------------------------- |
| 2010          | Vội vàng                                 |
| 2010          | Không giới hạn (ft. Tim)                 |
| 2011          | Tìm chốn bình yên                        |
| 2011          | Đã từng yêu                              |
| 2012          | Yêu em (ft. Ngô Kiến Huy)                |
| 2012          | Điều sẽ đến                              |
| 2013          | Cảm giác yêu                             |
| 2014          | Đừng cố níu kéo                          |
| 2017          | Yêu không đường lui (ft. Ngô Kiến Huy)   |
| 2017          | Yêu em và hãy như lời anh hứa            |
| 2018          | Sẽ không ngốc nữa (ft. Binz)             |
| 2019          | Mãi mãi là là một lời nói dối (ft. RIN9) |
| 2024          | Moonlight (thành viên Lunas)             |

### Album
| STT | Năm phát hành | Nhan đề              |
| --- | ------------- | -------------------- |
| 1   | 2009          | Dâu Tây's Story      |
| 2   | 2009          | Try to Up            |
| 3   | 2012          | Khổng Tú Quỳnh Remix |
| 4   | 2012          | Mãi mãi bên anh      |
| 5   | 2013          | The G-Invasion       |

## Diễn xuất

### Phim truyền hình
| Năm  | Tên phim                  | Vai diễn  | Đóng cùng                             | Kênh |
| ---- | ------------------------- | --------- | ------------------------------------- | ---- |
| 2010 | Màu của tình yêu          | Kỳ Nguyên | Kiều Minh Tuấn, Thiên Vương, Lê Khánh | HTV7 |
| 2015 | Mắt nai                   | Bảo Anh   | Lưu Quang Anh                         | VTV9 |
| 2018 | Lạc lối                   | Thúy      | Ngọc Thuận                            | HTV9 |
| 2019 | Bán chồng                 | Như       | Tim                                   | VTV3 |
| 2022 | Dâu hổ đại chiến mẹ chồng | Thuý Vy   | Chí Thiện                             | HTV7 |

### Phim điện ảnh
| Năm  | Tên phim                       | Vai diễn           |
| ---- | ------------------------------ | ------------------ |
| 2010 | Công chúa teen và ngũ hổ tướng | Dâu Teen           |
| 2011 | Thiên sứ 99                    | Thương             |
| 2014 | Không nói được                 | Quỳnh              |
| 2018 | Tháng năm rực rỡ               | Bảo Châu (lúc trẻ) |

### Phim chiếu mạng
| Năm  | Tên phim           | Vai diễn | Đóng cùng    |
| ---- | ------------------ | -------- | ------------ |
| 2024 | Yêu lâu không cưới | Thư      | Trần Anh Huy |

### Phim ngắn
| Năm  | Tên phim                    | Vai diễn          | Đóng cùng           |
| ---- | --------------------------- | ----------------- | ------------------- |
| 2017 | My sky – Bầu trời của Khánh | Cô giáo chủ nhiệm | Duy Khánh Zhou Zhou |

### Đóng MV
| Năm  | MV                | Ca sĩ        |
| ---- | ----------------- | ------------ |
| 2010 | Cánh chim hải âu  | Tim          |
| 2011 | Chuyện chúng mình | Ngô Kiến Huy |
| 2012 | Quên một người    | Ngô Kiến Huy |

## Chuơng trình truyền hình
| Năm  | Chương trình            | Vai trò        |
| ---- | ----------------------- | -------------- |
| 2011 | Hát với ngôi sao        | Người chơi     |
|      | Chung sức               | Người chơi     |
| 2012 | Đọ sức âm nhạc          | Người chơi     |
| 2013 | Một bước để chiến thắng | Người chơi     |
| 2013 | 2idol                   | Người chơi     |
| 2013 | Tôi dám hát             | Người chơi     |
| 2015 | Một trăm triệu một phút | Người chơi     |
| 2015 | Ca sĩ giấu mặt          | Bình luận viên |
| 2015 | Cùng nhau tỏa sáng      | Ca sĩ          |
| 2016 | Gala nhạc Việt          | Ca sĩ          |
| 2016 | Siêu bất ngờ            | Người chơi     |
| 2017 | Gala nhạc Việt          | Ca sĩ          |
| 2017 | Âm nhạc và bước nhảy    | Ca sĩ          |
| 2017 | Thiên đường ẩm thực     | Người chơi     |
| 2017 | Ca sĩ bí ẩn             | Người chơi     |
| 2017 | Bếp cười cùng sao       | Người chơi     |
| 2017 | Giọng ải giọng ai       | Người chơi     |
| 2018 | Thiên đường ẩm thực     | Người chơi     |
| 2018 | Hẹn ngay đi             | Người chơi     |
| 2019 | Giác quan thứ 6         | Người chơi     |
| 2019 | Đùa như thật            | Người chơi     |
| 2019 | Siêu bất ngờ            | Người chơi     |
| 2019 | Nhanh như chớp          | Người chơi     |
| 2020 | Chiến sĩ                | Người chơi     |
| 2021 | Úm ba la ra chữ gì?     | Người chơi     |
| 2021 | Siêu bất ngờ (mùa 4)    | Người chơi     |
| 2023 | Ca sĩ bí ẩn (mùa 6)     | Người chơi     |
| 2023 | Quýt làm cam chịu       | Người chơi     |
| 2023 | Cuối tuần tuyệt vời     | Người chơi     |
| 2023 | Chị đẹp đạp gió rẽ sóng | Người chơi     |

- Và nhiều chương trình khác

## Giải thưởng
- Giải nhì kịch thành phố.
- Hot V teen tháng của tạp chí VTM năm 2006.
- Giải nhất Gương mặt thế hệ ấn tượng của web "Thế hệ 8X".
- Giải thưởng Người mẫu báo Mực Tím
- Giải thưởng MV của năm của Zing Music Awards năm 2010